# Vera Belik
Vera Lukianovna Belik (russe : Вера Лукьяновна Белик) est une aviatrice soviétique, née le 12 juin 1921 et décédée le 25 août 1944. Navigatrice de bombardier pendant la Seconde Guerre mondiale, elle est distinguée par le titre d'Héroïne de l'Union soviétique,.

## Enfance et études
Vera Belik est née le 12 juin 1921 dans le village d'Okhrimovka (russe : Охримовка), aujourd'hui dans le raïon d'Akimov, oblast de Zaporijia, en Ukraine. D'origine ouvrière, son père est électricien. Elle passe une partie de son enfance à Kertch avant de rejoindre l'Institut pédagogique d’État de Moscou pour étudier les mathématiques,.

## Carrière militaire
Elle rejoint l'Armée rouge en 1941 et entre en service actif en mai 1942. Elle est entraînée à l'école militaire d'aviation d'Engels puis affectée au 588e NBAP, régiment de bombardiers exclusivement féminin qui officiait de nuit, créé à l'instigation de Marina Raskova. Elle travaille et vole avec la pilote Tatiana Makarova en tant que navigatrice. En décembre 1942, le régiment est agrandi et Belik est promue navigatrice du second escadron. Elle fait de nombreuses sorties dangereuses au-dessus de l'Ukraine, de la région de Kouban, de la Crimée, de la Biélorussie et de la Pologne. Le 1er août 1944, Makarova et elle effectuent leur première mission au-dessus de la Prusse-Orientale — le premier régiment à se battre au dessus du territoire allemand,.
Le 25 août 1944, lors de la 813e sortie, son avion est attaqué par un avion de combat allemand au-dessus de Ostrołęka (Pologne), la tuant, ainsi que sa copilote Tatiana Makarova. Elle a accumulé 1 287 heures de vol dont 1 045 pendant des combats. Pendant ces 813 sorties, elle a lâché 106 tonnes de bombes, causant 156 explosions majeures et 143 feux, détruisant trois canons anti-aériens et deux sections d'infanterie ennemie. Pour ses opérations de combat, elle reçoit le titre d'Héroïne de l'Union soviétique à titre posthume le 23 février 1945, le même jour que Makarova,.

## Distinctions
- Héros de l'Union soviétique[7]
- Ordre de Lénine[7]
- Ordre du Drapeau rouge[8]
- Ordre de l'Étoile rouge[9]
- Ordre de la Guerre Patriotique, 1re classe[10]

## Hommages
- Une enveloppe soviétique de 1981 la met en avant avec sa copilote Makarova[11].
- Le hall de l'Institut pédagogique d'État de Moscou contient un mémorial en son honneur[12].
- L'école n°17 à Kertch fut renommée en son honneur[13].